# Borrala
Borrala is een geslacht van spinnen uit de  familie van de Stiphidiidae.

## Soorten
- Borrala dorrigo Gray & Smith, 2004
- Borrala longipalpis Gray & Smith, 2004
- Borrala webbi Gray & Smith, 2004
- Borrala yabbra Gray & Smith, 2004